# Heminoemacheilus zhengbaoshani
Heminoemacheilus zhengbaoshani és una espècie de peix de la família dels balitòrids i de l'ordre dels cipriniformes que es troba a Àsia: la Xina.
És un peix d'aigua dolça, demersal i de clima subtropical.